# Annie (sloop)
Pour les articles homonymes, voir Annie.
L’Annie est un sloop de type sandbagger construit en 1880 pour la compétition. Il est le premier bateau de la collection de bateaux à flot du Mystic Seaport Museum.

## Histoire
L’Annie est construit par David O. Richmond pour le compte de l'homme d'affaires et fondateur de la ville de Tifton en Géorgie, Henry Harding Tift,.
L’Annie est offert au Mystic Seaport en 1931 et il est restauré en 2004 pour revenir à sa forme originelle.